# Желязна (Опольський повіт)
Желязна (пол. Żelazna, нім. Eisenau) — село в Польщі, у гміні Домброва Опольського повіту Опольського воєводства.
Населення — 663 особи (2011).

## Демографія
Демографічна структура станом на 31 березня 2011 року:
|          | Загалом | Допрацездатний вік | Працездатний вік | Постпрацездатний вік |
| -------- | ------- | ------------------ | ---------------- | -------------------- |
| Чоловіки | 326     | 58                 | 228              | 40                   |
| Жінки    | 337     | 55                 | 202              | 80                   |
| Разом    | 663     | 113                | 430              | 120                  |